# CTRL
A CTRL a Channel Tunnel Rail Link vasútvonal rövidítése. A vonal a Csatorna-alagút angliai bejáratától vezet Londonba.
Nevezik még High Speed 1-nek (rövidítve HS1) is.

## A vonal
A 108 km hosszú vonal – amelyben az alagutak hossza összesen annyi, mint az egész EuroTunnel – 5,2 milliárd font költséggel készült el 2007. november 14-re, amikor is a St Pancras pályaudvar átadása is megtörtént. Az új vonal 40 perccel csökkentette az utazási időt.
A vonalon 3 új állomás van: Stratford International, Ebbsfleet International és Ashford International. Ezen kívül teherpályaudvari kapcsolatokat is létesítettek. A személypályaudvarok részben (némely) Eurostar megállói is, illetve a CTRL vonalon közlekedő nagysebességű belföldi járatok megállói. A Stratford International nem volt az eredeti terv része, és neve ellenére nem nemzetközi pályaudvar. A Docklands Light Railway-t hosszabbították idáig 2011-ben, hogy a 2012-es Olimpia idejére Stratford és a St Pancras pályaudvar között közlekedési kapcsolat legyen. A CTRL fővonalának nagyobb műtárgyai a London alatt 7,5 és 10 km hosszú, Temze alatti 2,5 km hosszú és egy 3,2 km hosszú alagutak, valamint Ashford állomás előtt és után egy felszín alatti alagút és felüljáró.
A Londont a Csalagúttal összekötő nagysebességű vonal igazi sikertörténet: immár háromszor annyian utaznak Brüsszelbe és Párizsba a HS1-et egyelőre egyedül használó Eurostarral, mint repülővel. Hamarosan 225 km/h-s sebességű British Rail 395 vonatok indulnak a HS1 használatával Kentbe, a DB Schenker pedig 2010-től indíthat nagysebességű tehervonatokat.
Bár utólag kiderült, hogy nemzetközi összehasonlításban rendkívül sok pénzt költöttek a HS1-re, úgy tűnik, mégis megtérülhet. Bebizonyosodott, hogy Anglia képes HSL-t építeni, és már megvan hozzá a szaktudása. Talán nem elhanyagolható a folytatást sugalló HS1 névválasztás marketingereje sem, és valóban, eredetileg a vonalat csak Channel Tunnel Rail Linknek hívták.

## Lásd még
- UK Ultraspeed
- High Speed 2